# ベントン郡 (ミシシッピ州)
ベントン郡（ベントンぐん、Benton County）はアメリカ合衆国ミシシッピ州に位置する郡である。2000年現在、人口は8,026人である。ここの郡庁所在地はアシュランドである。

## 地理
アメリカ合衆国統計局によると、この郡は総面積1,058 km2 (409 mi2) である。このうち1,054 km2 (407 mi2) が陸地で5 km2 (2 mi2) が水地域である。総面積の0.46%が水地域となっている。

## 人口動勢
2000年現在の国勢調査で、この郡は人口8,026人、2,999世帯、及び2,216家族が暮らしている。人口密度は8/km2 (20/mi2) である。3/km2 (8/mi2) の平均的な密度に3,456軒の住宅が建っている。この郡の人種的な構成は白人61.72%、アフリカン・アメリカン36.76%、先住民0.59%、アジア0.05%、太平洋諸島系0.01%、その他の人種0.29%、及び混血0.59%である。この人口の1.05%はヒスパニックまたはラテン系である。
この郡内の住民は26.90%が18歳未満の未成年、18歳以上24歳以下が10.00%、25歳以上44歳以下が25.80%、45歳以上64歳以下が22.00%、及び65歳以上が15.30%にわたっている。中央値年齢は36歳である。女性100人ごとに対して男性は94.60人である。18歳以上の女性100人ごとに対して男性は91.80人である。
この郡の世帯ごとの平均的な収入は24,149米ドルであり、家族ごとの平均的な収入は29,907米ドルである。男性は26,291米ドルに対して女性は19,519米ドルの平均的な収入がある。この郡の一人当たりの収入 (per capita income) は12,212米ドルである。人口の23.20%及び家族の19.20%は貧困線以下である。全人口のうち18歳未満の28.00%及び65歳以上の24.80%は貧困線以下の生活を送っている。

## 都市及び町
- アシュランド (Ashland)
- Hickory Flat
- Snow Lake Shores